# Japhet Tanganga
Japhet Manzambi Tanganga (Hackney, Inglaterra, 31 de marzo de 1999) es un futbolista británico que juega en la posición de defensa para el Millwall F. C. de la EFL Championship.

## Trayectoria
Tras formarse en las filas inferiores del Tottenham Hotspur F. C. desde los diez años, finalmente en 2019 ascendió al primer club, haciendo su debut el 24 de septiembre en un encuentro de la Copa de la Liga contra el Colchester United F. C. tras sustituir a Christian Eriksen en el minuto 65, finalizando el encuentro con un resultado de empate a cero. El 11 de enero de 2020 debutó en Premier League en la derrota por 0-1 ante el Liverpool F. C. jugando todo el encuentro.
Con el equipo londinense jugó un total de cincuenta partidos antes de ser cedido el 1 de septiembre de 2023 al F. C. Augsburgo. Esta cesión se canceló en el mes de enero y se marchó al Millwall F. C. para completar la temporada. Tras la misma siguió en este club una vez había expirado su contrato con el Tottenham Hotspur.

## Estadísticas

### Clubes
Actualizado al último partido disputado el 3 de mayo de 2025.
| Club                               | Div.          | Temporada     | Liga  | Liga  | Copas nacionales | Copas nacionales | Copas internacionales | Copas internacionales | Total | Total |
| Club                               | Div.          | Temporada     | Part. | Goles | Part.            | Goles            | Part.                 | Goles                 | Part. | Goles |
| ---------------------------------- | ------------- | ------------- | ----- | ----- | ---------------- | ---------------- | --------------------- | --------------------- | ----- | ----- |
| Tottenham Hotspur F. C. Inglaterra | 1.ª           | 2019-20       | 6     | 0     | 4                | 0                | 1                     | 0                     | 11    | 0     |
| Tottenham Hotspur F. C. Inglaterra | 1.ª           | 2020-21       | 6     | 0     | 4                | 0                | 3                     | 0                     | 13    | 0     |
| Tottenham Hotspur F. C. Inglaterra | 1.ª           | 2021-22       | 11    | 0     | 5                | 0                | 3                     | 0                     | 19    | 0     |
| Tottenham Hotspur F. C. Inglaterra | 1.ª           | 2022-23       | 4     | 0     | 2                | 0                | 1                     | 0                     | 7     | 0     |
| Tottenham Hotspur F. C. Inglaterra | Total club    | Total club    | 27    | 0     | 15               | 0                | 8                     | 0                     | 50    | 0     |
| F. C. Augsburgo · Alemania         | 1.ª           | 2023-24       | 0     | 0     | 0                | 0                | ―                     | ―                     | 0     | 0     |
| F. C. Augsburgo · Alemania         | Total club    | Total club    | 0     | 0     | 0                | 0                | 0                     | 0                     | 0     | 0     |
| Millwall F. C. Inglaterra          | 2.ª           | 2023-24       | 18    | 2     | ―                | ―                | ―                     | ―                     | 18    | 2     |
| Millwall F. C. Inglaterra          | 2.ª           | 2024-25       | 40    | 2     | 3                | 0                | ―                     | ―                     | 43    | 2     |
| Millwall F. C. Inglaterra          | Total club    | Total club    | 58    | 4     | 3                | 0                | 0                     | 0                     | 61    | 4     |
| Total carrera                      | Total carrera | Total carrera | 85    | 4     | 18               | 0                | 8                     | 0                     | 111   | 4     |